# Rotonde ferroviaire de Montabon
La rotonde ferroviaire de Montabon est située sur la commune de Montabon proche de la gare de Château-du-Loir (Sarthe), inscrite au titre des monuments historiques en 2010.

## Histoire
Le 19 juillet 1858 est ouverte la ligne Tours - Le Mans du P.O. Le premier dépôt de Château-du-Loir est ouvert avec une plaque tournante de 5 mètres 25.
En 1879 et 1881, la compagnie des chemins de fer du Paris-Orléans ouvrent de nouvelles lignes au départ de Château-du-Loir. Ces lignes sont dirigées vers Saint-Calais (1879) et Blois (1881).
Le 11 juillet 1886, les chemins de fer de l'État ouvrent la ligne Paris-Bordeaux. Château-du-Loir devient une étape sur ce tronçon national. Cette nouvelle ligne est concurrente de l'autre ligne reliant Paris à Bordeaux de la compagnie du Paris Orléans qui dessert elle Tours, Poitiers et Angoulême.
En 1889 débutent les travaux pour la construction d'une rotonde à dix voies sur la commune de Montabon. Ces travaux sont achevés en 1891. Le bâtiment est du type État. Un pont tournant de 17 m est installé.
En 1938, les compagnies de chemins de fer privées sont nationalisées par l'État pour constituer la Société nationale des chemins de fer français (SNCF). Cette nouvelle entité dispose de deux lignes reliant Paris à Bordeaux, celle ex-État, l'autre ex-P.-O. C'est cette dernière qui est privilégiée. Par conséquent, la ligne par Château-du-Loir est délaissée.
Le dépôt est finalement fermé en 1954 et reste à l'abandon jusqu'en 2009. Il est par la suite racheté par un particulier, François Leboucq, ce qui permet d'éviter sa destruction par la SNCF. La rotonde est inscrite à l'inventaire des Monuments historiques en 2010, permettant ainsi sa conservation. L'association Rotonde ferroviaire de la vallée du Loir (RFVL) s'occupe désormais de préserver la rotonde, l'ayant rachetée en 2017.

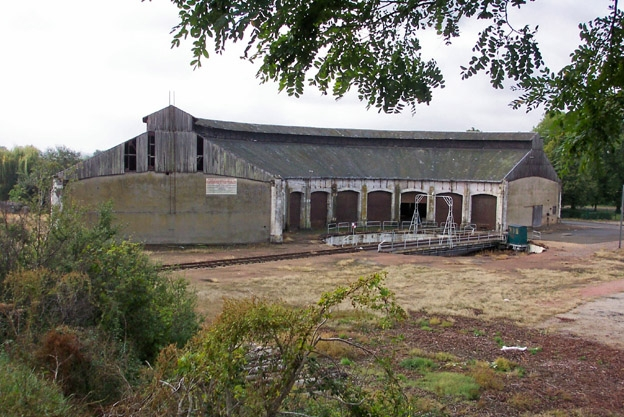
La rotonde de côté en 2011.

En mai 2018, la rotonde est retenue par la Mission patrimoine menée par Stéphane Bern parmi dix-huit autres sites sur le territoire national. Le projet bénéficie d'un soutien financier de l'ordre de 480 000 € et une souscription auprès de la Fondation du patrimoine est en cours.
Début 2021, les quatorze verrières sont en cours de remplacement et la rénovation des 2 000 m2 de couverture abritant l’ancien dépôt doit suivre.
Le 24 juin 2022 la toiture est enfin inaugurée, le chantier a couté en tout 810 000 € et a été financé par la Mission Stéphane Bern (480 000 €), la direction régionale des Affaires culturelles des Pays de la Loire (137 700 €), le conseil régional des Pays de la Loire (100 000 €), le conseil départemental de la Sarthe (60 000 €) et l’association RFVL (32 000 €).

## Matériels préservés
| matériel                                           | constructeur                                 | numéro constr.              | année | origine                                                         | commentaires                                | photo |
| Locotender · 030 T 8 « Léonie » · Classé MH (1988) | Corpet-Louvet                                | 1933                        | 1948  | ex-Houillères du Bassin des Cévennes HBC n° 8                   | Confiée par la FACS, précédemment à Ambert. |       |
| Locotracteur Type A8/U60                           | Ateliers de Construction d'Argent            | 9270/1                      | 1955  | ex-armée française                                              | Confié par le TVT                           |       |
| Draisine surveillance des voies D7                 | Baguley Cars Ltd (en)                        |                             | 1917  | ex-armée française puis CFSNE                                   | Confiée par le TVT                          |       |
| Wagon plat type K50                                |                                              |                             |       | ex-SNCF, puis papeterie Allard, à Aubigné-Racan (Sarthe)        |                                             |       |
| Draisine                                           | Renault / Linke-Hofmann-Busch (de)           | 3M757                       | 1930  | État, puis SNCF, puis papeterie Allard à Aubigné-Racan (Sarthe) |                                             |       |
| Locotracteur type 5Ta « Bête à cornes »            | Gaston Moyse                                 | 25                          | 1927  |                                                                 |                                             |       |
| Draisine                                           | Renault / Linke-Hofman-Busch                 | 3M774                       | 1930  | État puis SNCF                                                  | Confiée par le TVT                          |       |
| Locotracteur TE 40                                 | Decauville                                   |                             | 1950  |                                                                 |                                             |       |
| wagon couvert G40                                  | Frangeco                                     | 01 87 121 3 450-3           | 1950  | SNCF                                                            | Confié par le TVT                           |       |
| Locotracteur BN28                                  | Gaston Moyse                                 |                             | 1955  | Ciments Calcia                                                  | Confié par le TVT                           |       |
| Grue à vapeur                                      | Caillard                                     |                             | 1900  | scierie de Cerqueux                                             |                                             |       |
| Voiture-lits n°3434                                | Birmingham Railway Carriage & Wagon Company  |                             | 1929  | CIWL                                                            | Confiée par le TVT                          |       |
| Voiture-restaurant · 3351 · Classé MH (2003)       | Entreprises industrielles charentaises (EIC) | Matricule militaire : 14322 | 1928  | CIWL puis ex-armée française                                    | Confiée par le TVT                          |       |
| Wagon-citerne USA 1918 SCy                         |                                              |                             | 1918  |                                                                 | Confiée par le TVT                          |       |
| Cyclo-draisine                                     |                                              |                             |       | SNCF                                                            |                                             |       |
| Locotracteur TE2401                                | Decauville                                   |                             | 1965  | Fonderies du Poitou à Ingrandes (Maine-et-Loire)                | Confié par le TVT                           |       |
| wagon couvert · standard B · Classé MH (2006)      | Magor Car Co (USA)                           | K-326124                    | 1949  | SNCF                                                            | Confié par le TVT                           |       |
| Autorail Billard no 902 type A 75 D                | Établissements Billard                       |                             | 1947  | CFD d'Indre-et-Loire                                            | Confié par la FACS                          |       |